# Maison Rull
La maison Rull (catalan : casa Rull) est un édifice rural transformé en musée, à Sispony dans la paroisse de La Massana, en Andorre. L'édifice est un Bien d'intérêt culturel de l'État andorran depuis 2009.

## Historique
La maison Rull fut construite au XVIIe siècle et fut transformée au fur et à mesure de l'évolution de la famille. La première famille ayant habité la maison depuis 1623, avec Maria Rull à sa tête, lui conféra le nom qu'elle a maintenu au fil des siècles.
Au XIXe siècle, un incendie endommageant les combles de la maison entraîna de nouveaux travaux de rénovation notamment du toit qui passe de quatre pans à deux pans. 
La maison Rull était la résidence de l'une des familles les plus riches et les plus influentes de la paroisse de La Massana. Ses anciens habitants, la famille Perich, représentent un bon exemple d'une haute lignée de paysans propriétaires terriens des Pyrénées (appelés « paysans gras », pagesos grassos en catalan). Sous son toit vécurent l'aîné-chef de famille, l'aînée maîtresse, l'hereu (l'héritier) et la pubilla (l'héritière), le cabaler et la cabalera (fils ou fille n'héritant pas du patrimoine) et des domestiques, dont les vies témoignent des différentes époques de prospérité et de pénuries que connut la famille au cours de l'histoire.
Au début du XXe siècle, les andorrans disposant de moins de ressources durent émigrer, ce fut le cas de la famille Perich, dernière habitante de la maison Rull, qui en 1920, part vivre à La Seu d'Urgell et loue la maison à ses métayers.
À partir de 1965, la famille commence à louer des chambres aux touristes : pour ce faire, on construisit de nouvelles chambres, ainsi que des cuisines et de salles de bain ; une transformation architecturale et fonctionnelle de la maison qui révèle l'évolution de l'Andorre qui s'adapte progressivement à de nouvelles activités commerciales.
Afin de laisser un témoignage pour les générations futures, Josep Perich Puigcercós, dernier propriétaire de la maison Rull, s'accorde avec le Gouvernement andorran pour transformer le bâtiment en une maison-musée qui fut inaugurée le 9 juin 2000.

## Description
La maison Rull est située sur les hauteurs du village de Sistony, au bout de la Carrer Major.
Le bâtiment rectangulaire d'environ 18 mètres sur 12, comporte un rez-de-chaussée, deux étages et les combles. Une nouvelle entrée moderne du musée a été aménagée sous la terrasse de jardin à droite de la façade principale.
Le toit a deux pans avec le faîte perpendiculaire à la façade. L'avant-toit dépasse de la façade afin de la protéger.
La façade principale est orientée sud-est et est enduite, à l'exception du dièdre sous les combles. Au rez-de-chaussée, on trouve la porte d'entrée, large de deux mètres et surmontée d'un arc surbaissé comprenant un fer forgé avec les consonnes "R LL", et trois petites fenêtres protégées par des barreaux de fer. Au premier étage, il y avait un balcon avec une balustrade en fer qui a été enlevé au milieu du XXe siècle ; les deux portes-fenêtres qui y donnaient accès subsistent. Les autres fenêtres, deux au premier étage et quatre au deuxième, sont de proportions moyennes et surmontées de linteaux plats. Au niveau des combles de la maison il y a deux larges fenêtres avec petits balcons. 
Dans les autres des façades, le nombre d'ouvertures est plus réduit et la plupart sont constituées de fenêtres de taille moyenne surmontées de linteaux plats ; sur la façade nord-est au premier étage s'ouvre la porte du verger.

## L'intérieur et le musée
La maison-musée Rull fait partie du circuit de l'Habitat rural d'Andorre, comme la maison d'Areny-Plandolit à Ordino.
Ce musée donne un témoignage de la manière de vivre d'une famille de paysans propriétaires andorrane au XIXe et au début du XXe siècle, à une époque où le travail de la terre et l'élevage étaient la base de l'économie de la société rurale andorrane. On y découvre la structure familiale, leur organisation et la répartition des tâches et des obligations au sein du foyer.
Au rez-de-chaussée, se trouvent :
- au milieu le hall principal qui comprend des espaces de stockage du bois de chauffage ou d'atelier de menuiserie et mène au fond à l'escalier,
- le cellier à viande au nord-est pour le stockage de la viande de cochon, l'huile, le fromage ou le miel,
- la cave à vin à l'ouest avec des foudres pour le vin quotidien et des petits tonneaux (ou bots) pour le vin de fête,
- et une salle d'outils où étaient aussi stockées les pommes de terre.

L'escalier en U mène au premier étage avec :
- la cuisine au nord avec une grande cheminée,
- le fournil côté ouest où se trouvent le four à pain, le pétrin, un blutoir et une boîte pour fermenter la pâte du pain, ainsi que la fogaina, un grand récipient pour cuire la nourriture des cochons,
- la grande salle-à-manger qui donne sur les portes-fenêtres de la façade avec une grande table et un vaisselier,
- la chambre dite de l'oncle à l'est, avec des livres de comptes ou religieux,
- la chambre avec une double alcôve,
- et une porte au nord-est donnant accès au jardin potager avec des terrasses.

Un escalier droit au milieu de la maison mène au deuxième étage qui est divisé en deux parties. Le corps arrière est une grande pièce, à l'origine sans compartiments avec des latrines saillants dans la façade arrière. L'autre moitié, à l'avant, est divisée en cinq chambres (du nord au sud) :
- la chambre de mariage (l'hereu (héritier) ou la pubilla (héritière) épousaient la personne désignée par les parents),
- la chambre de la naissance,
- la chambre des enfants,
- la chambre des aînés,
- et la chambre de la mort et la veille.

Le dernier étage est un espace de stockage et de séchage : fruits, fruits secs et herbes. Au cours des dernières années où la maison a été habitée, cet espace fut utilisé surtout pour y sécher le tabac.

## Galerie de photographies

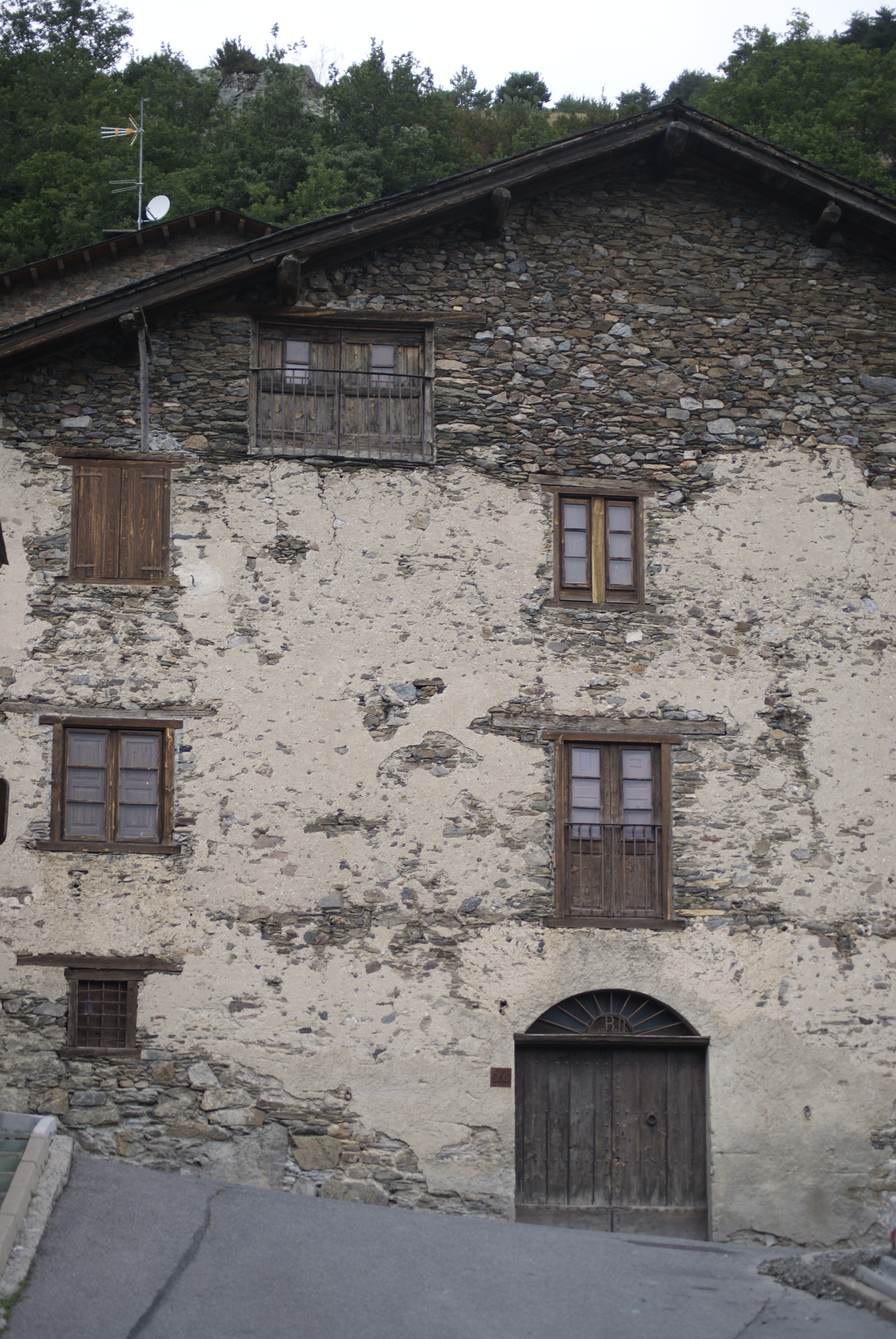
Façade de la maison
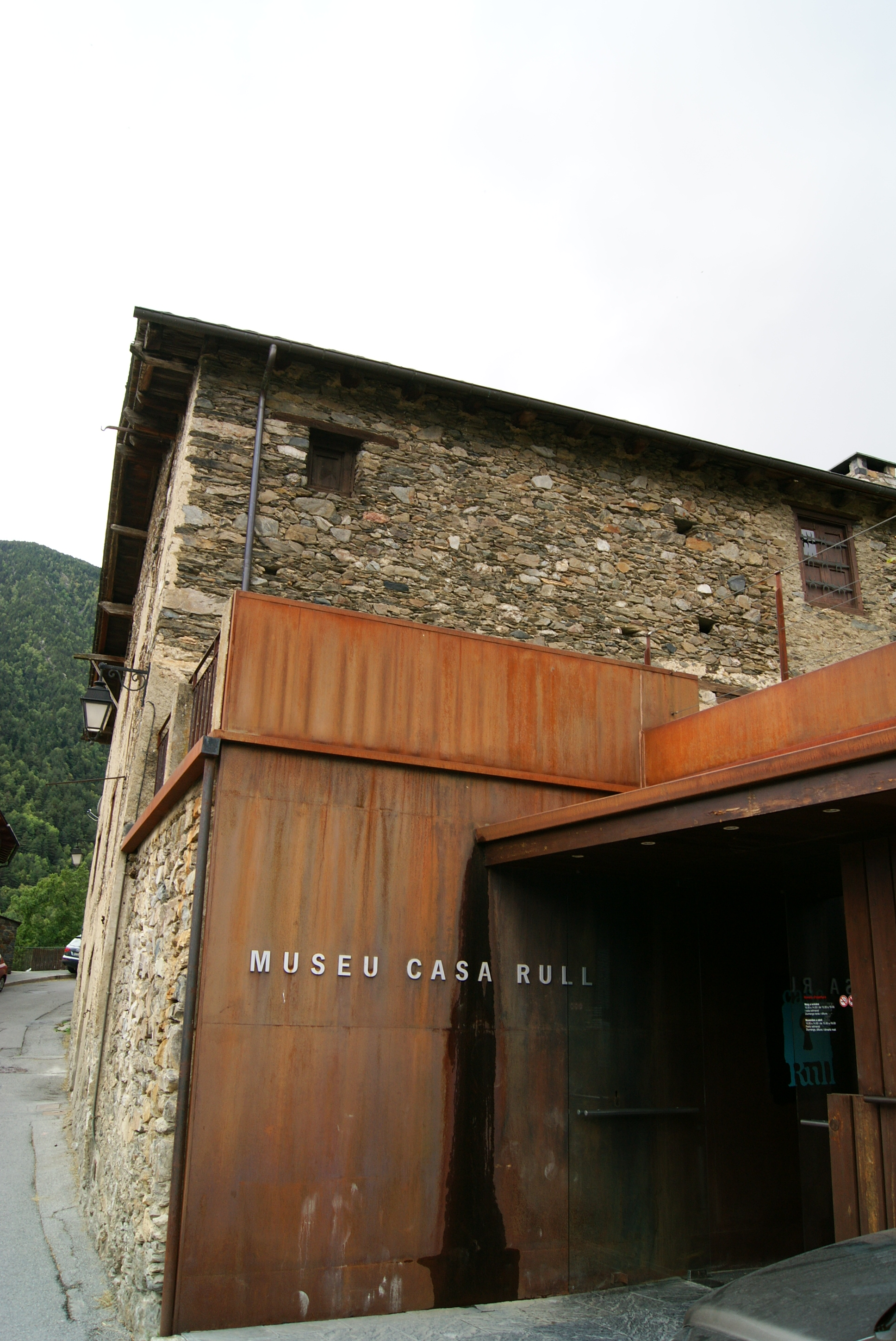
Entrée du musée
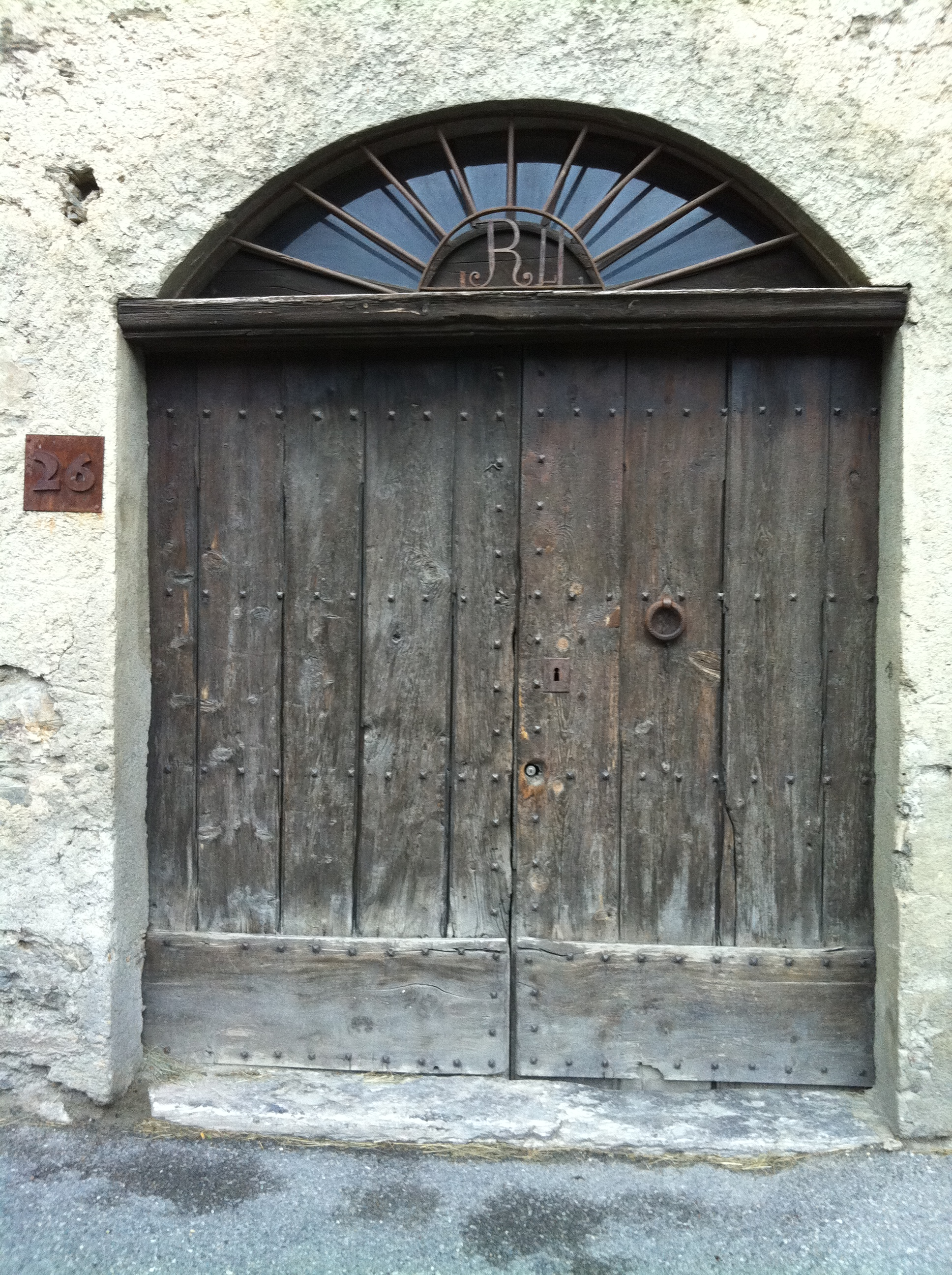
Entrée de la maison

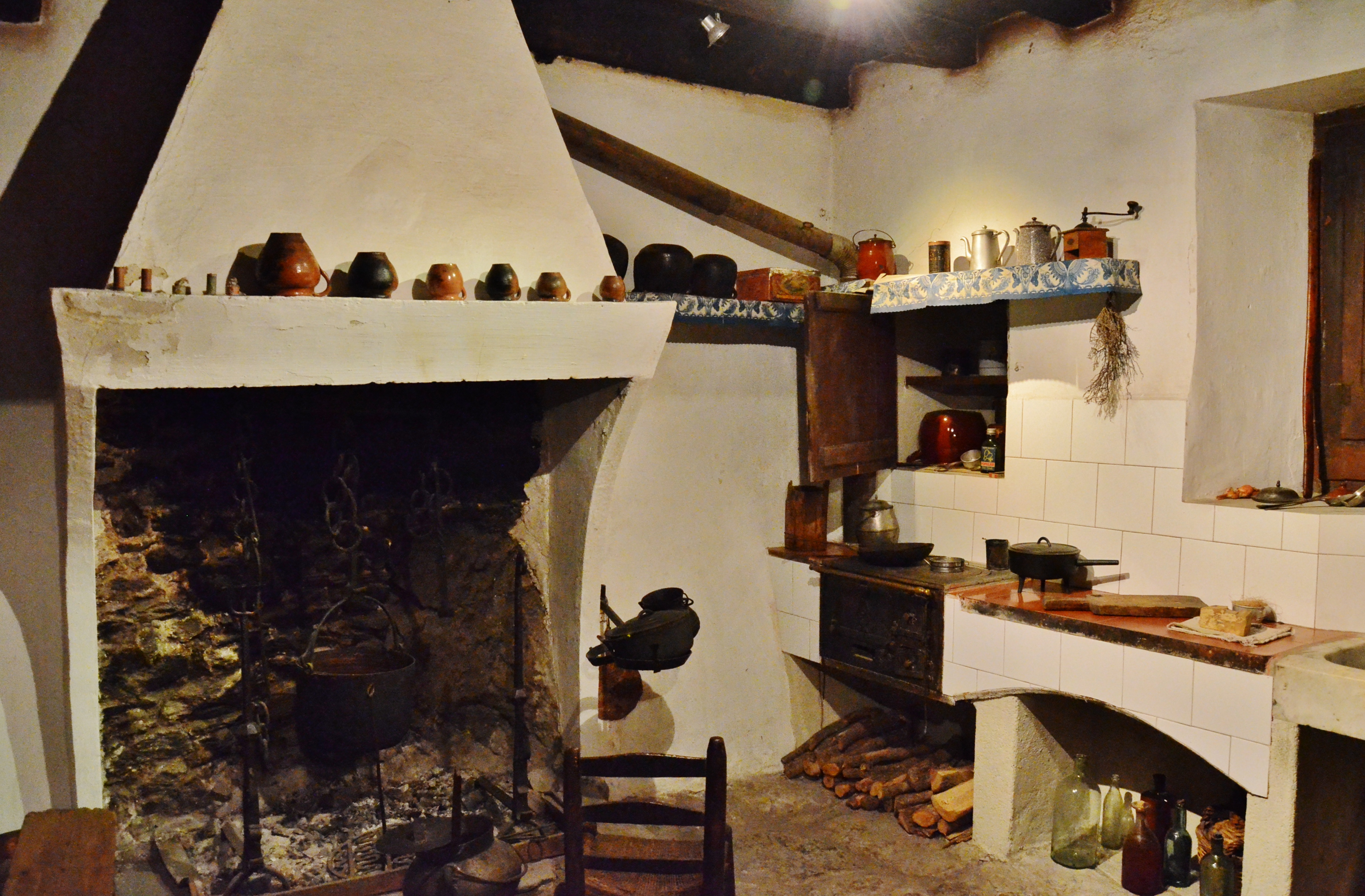
La cuisine
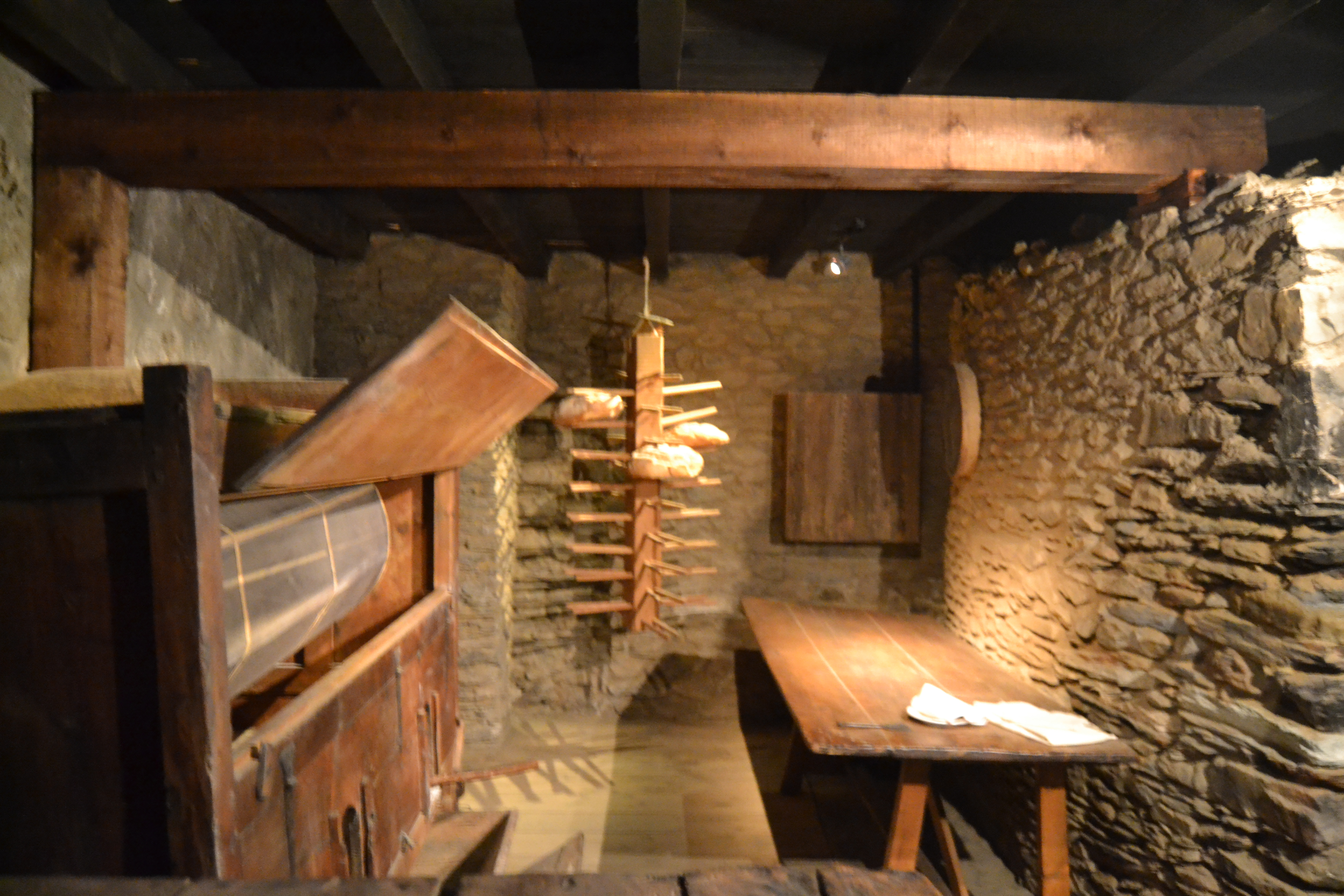
Le fournil
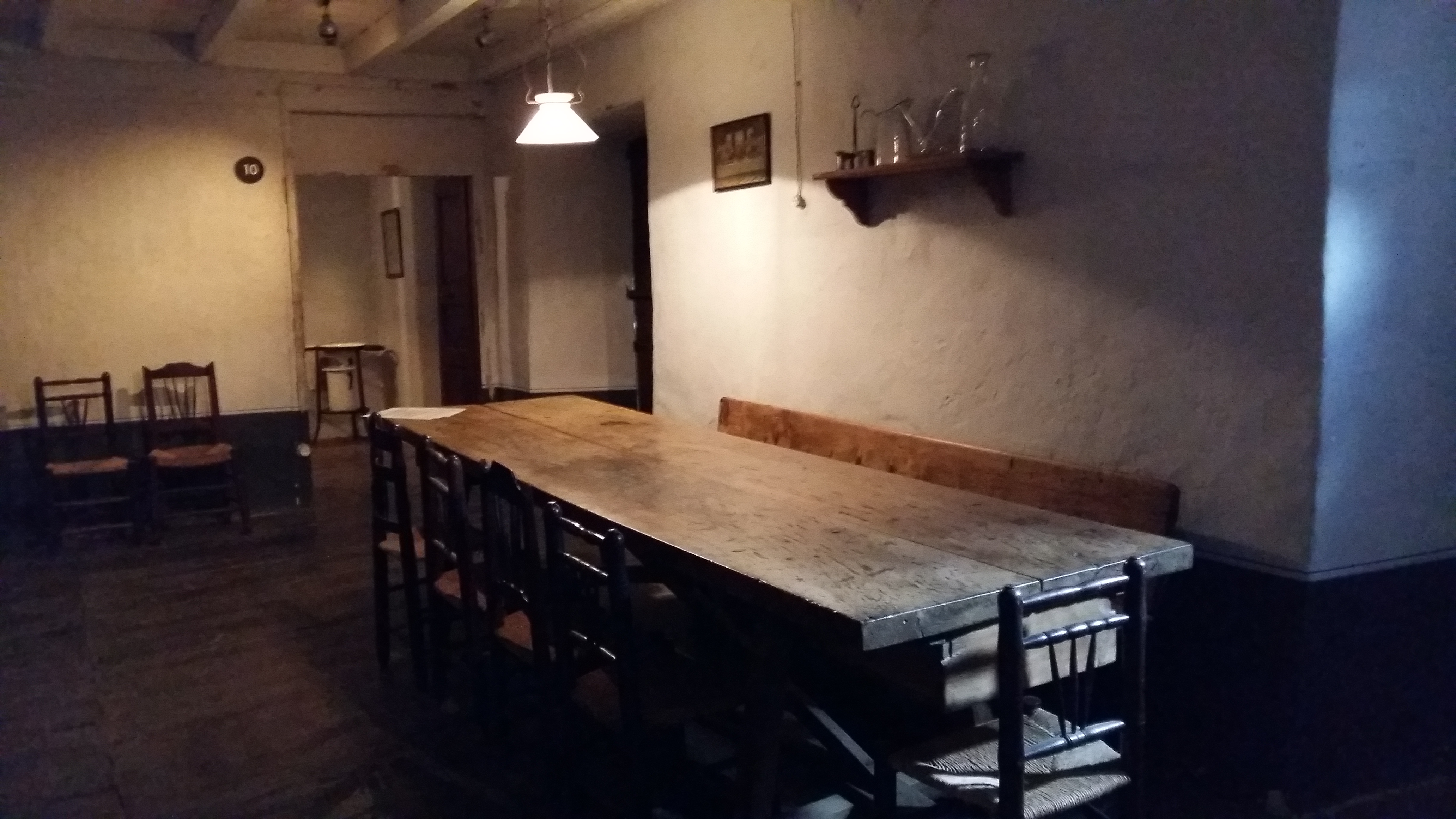
La grande salle-à-manger
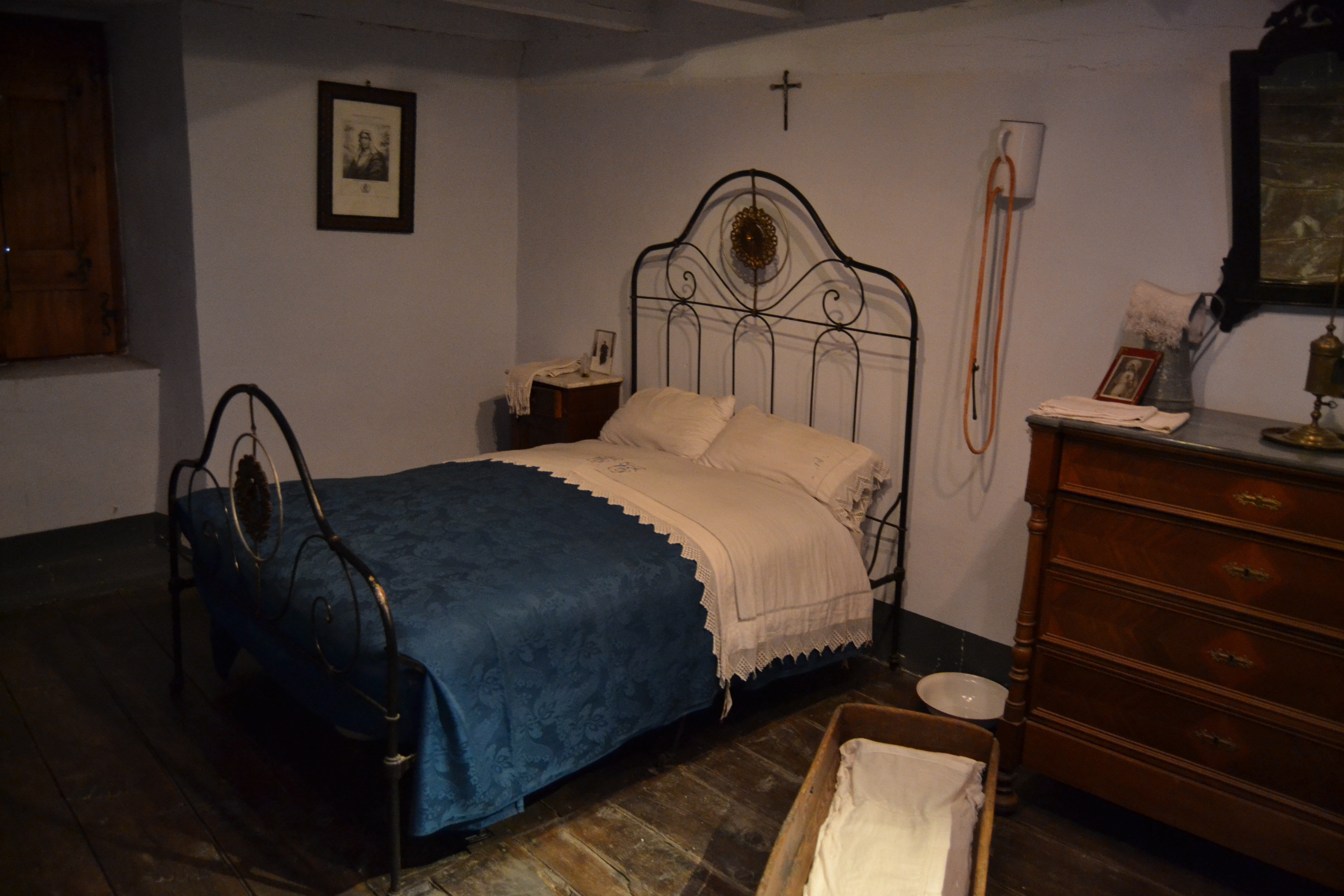
La chambre de la naissance